# Płetwoszczurek brazylijski
Płetwoszczurek brazylijski (Holochilus brasiliensis) – gatunek ssaka z podrodziny bawełniaków (Sigmodontinae) w obrębie rodziny chomikowatych (Cricetidae), występujący w Ameryce Południowej.

## Zasięg występowania
Płetwoszczurek brazylijski występuje endemicznie w południowo-wschodniej i południowej Brazylii (Minas Gerais i Espiritu Santo na południe od Rio Grande do Sul).

## Taksonomia
Gatunek po raz pierwszy zgodnie z zasadami nazewnictwa binominalnego opisał w 1819 roku francuski zoolog Anselme Gaëtan Desmarest nadając mu nazwę Mus brasiliensis. Holotyp pochodził z Lagoa Santa, w Minas Gerais, w Brazylii. 
Autorzy Illustrated Checklist of the Mammals of the World uznają ten takson za gatunek monotypowy.

### Etymologia
- Holochilus: gr. ὁλος holos „kompletny, cały”; χειλος kheilos „warga”[8].
- brasiliensis: nowołac. Brasilianus lub Brasiliensis „brazylijski, z Brazylii”[9].

## Morfologia
Długość ciała (bez ogona) 167–211 mm, długość ogona 183–214 mm, długość tylnej stopy 51–56 mm; masa ciała 130–370 g. 